# Лезги газет
Лезги газет (Лезгинская газета) — общественно-политическая газета на лезгинском языке. Издается в Дагестане. Помимо описания актуальных событий освещает историю и культуру лезгин. Является самой крупной газетой Дагестана по тиражу среди государственных СМИ республики, выходит по четвергам на 16 полосах формата А3.  Не является нейтральным СМИ (например, грубое нарушение нейтральности допущено в статье про традиции Дагестана ).
До революции лезгины не имели своей письменности и прессы. Поэтому они вынуждены были пользоваться газетами, которые выходили на тюркском языке: “Шура Дагъыстан” (“Советский Дагестан”), издававшаяся с 1920 года, и “Дагъыстан фукъарасы” (“Дагестанская беднота”), которая на протяжении пяти лет (1922-1927 гг.) обслуживала культурные нужды лезгин. Таким образом, начало лезгинской республиканской печати положила газета “Советский Дагестан”. Надо отметить, что в 1922-1924 годах в сел. Ахты на тюркском языке выходили сначала молодежная газета “Юный самурец”, затем орган Самурского окружного комитета РКП (б) “Самур фукъарасы” (“Самурская беднота”). В 1928 году вышла первая газета на лезгинском языке «Цlийи дуьнья» (Новый мир). Первый номер газеты вышел 21 июля. Некоторые эксперты называют эту дату началом лезгинского публицистического стиля. В 1931 году газета переведена в статус районной, а ее первого главного редактора Гаджибека Гаджибекова признали врагом народа. Издание газеты временно прекращалось. В 1943 году она продолжила выходить как республиканская газета на лезгинском языке под названием «Социализмдин пайдах» (Знамя Социализма). С 1951 по 1957 годы газета называлась «Дагъустандин правда». В ней публиковались переводы статей из русскоязычной «Дагестанской правды». В 1957 газета получила новое название — «Коммунист». Издание перестало быть приложением «Дагестанской правды» на лезгинском языке. В 1991 года газета получила свое современное название — Лезги газет. В Большой советской энциклопедии утверждается, что газета дала начало национальной журналистике.
Начиная с 2017 издание проводит ежегодную олимпиаду по лезгинскому языку. В 2017 году главным редактором «Лезги газет» стал Магомед Ибрагимов. Назначение произошло на основе конкурса.